# Rosta János
Rosta János, születési nevén Reisz János (Budapest, 1926. április 29. – Budapest, 1977. május 13.) gyermekgyógyász szakorvos, egyetemi adjunktus, az orvostudományok kandidátusa (1970), Aranyi Lipót (1855–1945) újságíró, lapszerkesztő unokája, Rátonyi Róbert (1923–1992) színész, konferanszié unokatestvére.

## Élete
Rosta Ernő és Aranyi Márta (1897–1945) fiaként született kikeresztelkedett zsidó családban. Apja 1934-ben magyarosította nevét Reiszről Rostára. Középiskolai tanulmányait 1936 és 1944 között a Budapesti VII. kerületi Magyar Királyi Állami Madách Imre Gimnáziumban végezte. 1945-ben felvételt nyert a Pázmány Péter Tudományegyetem Orvostudományi Karára, ahol 1950. augusztus 25-én avatták orvosdoktorrá. 
1944-ben halálmenetben Nyugat felé hajtották, azonban sikerült megszöknie. A soproni ferences plébánia közreműködésével visszatért Budapestre, ahol gimnáziumbéli tanára, Pantol Márton hitoktató és cserkészparancsok bújtatta a felszabadulásig.
Hivatásának gyakorlását a budapesti I. sz. Gyermekklinikán kezdte mint gyakornok, később adjunktus lett. 1954-ben gyermekgyógyászati szakképesítést szerzett. 1955–1956-ban a Koreai Népi Demokratikus Köztársaság Rákosi Mátyás Hadikórházának gyermekosztályán dolgozott. Az I. sz. Gyermekklinikán az Újszülött és Intenzív Újszülött Osztályt vezette, s mellette a II. sz. Női Klinika állandó gyermekgyógyász konziliáriusa volt. 1973. október 1-től kinevezték a II. sz. Női Klinika újszülött osztályának vezetőjévé. 
A Magyar Orvostudományi Társaságok és Egyesületek Szövetsége (MOTESZ) Magyar Gyermekorvosok Társaságának titkára, majd főtitkárhelyettese, a Társaság Magyar Pediáter című lapjának társalapítója és főszerkesztője, a Korányi Társaság tagja, a Clinical Pediatrics című angol nyelvű nemzetközi folyóirat szerkesztőbizottsági tagja volt. 
Mintegy 100 tudományos közleménye jelent meg, túlnyomórészt a klinikai neonatológia, ezen belül a kóros sárgaság, illetve a bilirubinanyagcsere kérdéseinek tárgyköréből. 1968 őszén három hónapig WHO-ösztöndíjjal Angliában tanulmányozta a korszerű újszülött ellátást.
A Kozma utcai izraelita temetőben helyezték nyugalomra.

### Családja
Felesége dr. Deutsch Zsuzsanna belgyógyász, gerontológus volt, a Mazsihisz Amerikai úti Szeretetkórházának korábbi főigazgatója. Fia Rosta Márton jogász.

## Művei
- A szénhidrát és calciumanyagcsere és a veseműködés vizsgálata az ileum legalsó szakaszán képzett anus praeternaturalisos újszülöttön. Barta Lajossal. (Gyermekgyógyászat, 1951, 8.)
- Adatok a gyermekkori tuberculosis isonicotinsavhydrazid therapiájához. Erdős Zoltánnal. (Gyermekgyógyászat, 1953, 3.)
- A vaccinatio súlyosabb szövődményeiről: Vaccina gangraenosa és generalisata. Lukács V. Ferenccel, Szathmáry Józseffel. – Csicsókaméz tartalmú isokalorikus étrendek hatása diabeteses gyermekek cukoranyagcseréjére. Barta Lajossal. (Gyermekgyógyászat, 1958, 8-9.)
- Elsődleges rosszindulatú orbitalis daganat fiatal csecsemőben. Gorácz Gyulával. (Gyermekgyógyászat, 1959, 2.)
- A csecsemőkori sacralis tumorokról. Hittner Imrével. (Orvosi Hetilap, 1959, 29.)
- A juvenilis obesitasról (Szénhydrát és zsíranyagcsere vizsgálatok). Barta Lajossal. (Gyermekgyógyászat, 1960, 5.)
- A gyomor-bélhuzam fejlődési rendellenességeinek korai felismeréséről. (Gyermekgyógyászat, 1961, 4.)
- Az oesophagus veleszületett atresiáiról. Lukács V. Ferenccel. (Gyermekgyógyászat, 1961, 6.)
- Beszámoló a Centre International de l'Enfance „Problemes perinataux” című kurzusáról. Zelenka Lajossal. (Gyermekgyógyászat, 1961, 12.)
- A szérum-bilirubinszint alakulása exchange-transfusiok alatt. (Orvosi Hetilap, 1961, 39.)
- Beszámoló: A Centre International de l'defance: „La prévention des lésions cérébrales antenatales et perinatales" című szemináriumáról. (Gyermekgyógyászat, 1962, 9.)
- Érrendszeri vizsgálatok gyermekkori diabetesben. Barta Lajossal, Bugár-Mészáros Lajossal és Okos Gizellával. (Orvosi Hetilap, 1962, 40.)
- A koraszülöttek vércsere alatti „rebound phenomen”-je. Wohlmuth Gertrúddal. (Orvosi Hetilap, 1963, 9.)
- A mumps-embryopathiáról. Gorácz Gyulával. (Orvosi Hetilap, 1963, 34.)
- Újabb ismereteink a Down-syndroma kórtanáról. Bódis Istvánnal. (Gyermekgyógyászat, 1964, 4.)
- Az Osztrák Gyermekorvos Társaság első kongresszusáról. (Gyermekgyógyászat, 1964, 8.)
- Bilirubin és steroid rebound újszülöttkori vércserék alatt. Vecsei Pállal, Kemény Verával. (Gyermekgyógyászat, 1964, 11.)
- Az újszülöttkori vércserék hatásfokáról. Lenkei Péterrel. (Orvosi Hetilap, 1964, 28.)
- Újszülöttkori archaikus (primitív) reflexek vizsgálata icterus gravis folyamán. Szőke Lászlóval, Ágfalvi Rózsával. (Orvosi Hetilap, 1965, 37.)
- Anyatejes csecsemők elhúzódó újszülöttkori icterusa. Szőke Lászlóval. (Gyermekgyógyászat, 1965, 10-11.; Orvosi Hetilap, 1966, 20.)
- Glukóz-6-foszfát-dehidrogenáz-hiány kutatása Magyarországon. Makói Zoltánnal, Reif Mártonnal. (Gyermekgyógyászat, 1967, 2.)
- Bórax-glycerin és egy quaternaer ammonium bázis (Zephirol) hatásának összehasonlító klinikai vizsgálata újszülöttek soor-fertőzésére. Domján Ottiliával. (Gyermekgyógyászat, 1968, 3.)
- Az újszülöttkori bilirubin anyagcsere néhány kérdése. Kandidátusi értekezés. Budapest, 1968
- A foetomaternalis haemorrhagia vizsgálata abortuson átesett, illetve át nem esett primiparáknál. Kósnai Istvánnal, Mühlrad Judittal és Kertész Adrienne-nel. (Gyermekgyógyászat, 1969, 2.)
- A köldökzsinórvér bilirubin szintje és az újszülöttkori vércsere. Szőke Lászlóval, Ágfalvi Rózsával. (Orvosi Hetilap, 1969, 4.)
- Az anyatejben levő steroidok glucuronisatiót gátló hatásáról. Makói Zitával, Fehér Tiborral és Korányi Györggyel. (Gyermekgyógyászat, 1970, 1.)
- Elhúzódó meconium-ürítés és az újszülöttek sárgasága. Makói Zitával, Kertész Adrienne-nel. (Gyermekgyógyászat, 1970, 4.)
- A veszélyeztetett magzat és újszülött ellátása. Kovács Lászlóval, Szontágh Ferenccel és Véghelyi Péterrel. Medica Könyvkiadó. Budapest, 1973)
- A III. Európai Perinatalis Kongresszus Lausanne, 1972. április 19-22. – A bilirubin encephalopathia elhárítása és a maradványtünetek. Makói Zitával, Békefi Dezsővel és Várady Erzsébettel. (Gyermekgyógyászat, 1973, 4.)
- Az újszülöttkori vércserék javallata. Békefi Dezsővel. (Orvosi Hetilap, 1972, 50.)
- A bilirubin-encephalopathia kockázata. Többekkel. (Gyermekgyógyászat, 1974, 1.)
- Időre született újszülöttek rövid idejű fénykezelése. Makói Zitával, Békefi Dezsővel és Várady Erzsébettel. (Orvosi Hetilap, 1975, 1.)
- Keringő thrombocyták száma és átmérője terhesség alatt átvitt újszülöttkori thrombocytopeniában. Többekkel. (Orvosi Hetilap, 1977, 46.)
- Perinatalis medicina (társszerzőkkel; angol nyelven, Budapest, 1979)

## Díjai, elismerései
- Szocialista Munkáért Érdemérem (1956)[9]
- Markusovszky-díj (1968)
- Bókay János-emlékérem (1978, posztumusz)